# ديلون باكستر
ديلون باكستر (بالإنجليزية: Dillon Baxter)‏ هو لاعب كرة قدم أمريكية أمريكي، ولد في 23 أكتوبر 1991 في سان دييغو في الولايات المتحدة.